# 수의과 마취
수의과 마취는 수의사가 사람이 아닌 동물에게 수행하는 마취이다. 마취는 특정 진단 또는 치료 절차에 협조할 수 없기 때문에 사람보다는 동물의 광범위한 상황에 사용된다. 동물 마취는 개, 고양이, 말, 소, 양, 염소, 돼지 등 주요 종과 새, 애완 동물, 야생 동물과 같은 동물에 대한 마취를 포함한다.

## 마취 인정 기관
북미에서는 미국 수의학회가 인정한 22개 전문 기관 중 하나이다. AVMA는 수술이나 의학의 하위 전문분야로 마취를 포함하려는 시도에도 불구하고 1975년 AVMA에 의해 승인되었다. 2016년 기준으로 ACVAA에는 250명 이상의 전문의가 있다. ACVAA 공인 졸업장이 되려면 수의사는 최소 1년 이상의 임상 실무 경험이 있어야 하며, ACVAA 졸업장의 감독 하에 3년간 마취 레지던트 교육을 받아야 하며, 과학적 동료 평가 연구 논문을 출판에 수락했으며, 서면 및 임상 역량 시험에 모두 합격해야한다.
유럽 수의사 마취 및 진통 대학(ECVAA)은 유럽 수의사 전문 위원회의 승인을 받은 23개의 전문 기관 중 하나이다. 2014년 2월 기준으로 147명의 ECVA 전문의가 있다.

## 마취 기술자
자격을 갖춘 기술자가 감독하는 마취는 없을 때보다 안전하다. 대부분의 수의사 개인 진료에서 기술자는 담당 수의사의 감독을 받아 마취를 관리하고 모니터링한다. 많은 학술 기관에서 마취 기술자들은 마취된 환자를 감독할 뿐만 아니라 수의과 학생들과 함께 일하고 가르치는 데 관여한다. 마취 및 진통제 수의사 아카데미(Academy of Veterinal Technician Academy)는 북아메리카 수의사 협회의 임시 전문 아카데미로, 마취 전문 기술자로서의 면허를 담당한다. 기술자가 전문화되려면 해당 주의 공인기술자여야 하며, 6000시간의 수의학(최소 75% 이상이 마취에 종사해야 함)과 40시간의 마취 관련 교육, 마취기술 숙련도 입증, 종합 필기시험에 합격해야 한다.

## 동물에게의 적용
마취는 동물이 움직이지 않고, 고통 없이 있어야 하는 많은 수술 절차에 필요하다. 게다가, 마취는 외과적 스트레스 반응을 최소화하는 것을 목표로 한다. 또한 특정 진단 절차에는 마취가 필요하며, 특히 위나 기도 내시경 검사, 골수 채취 및 간혹 초음파가 필요하다. 공격적인 동물은 신체 검사를 처리하고 수행하거나 검사를 위해 혈액을 얻기 위해 마취를 필요로 할 수 있다. 외래 동물은 가축화되지 않아 간단한 시술(방사선 촬영이나 카테터 배치 등)을 위해 마취가 필요한 경우가 많다. 동물들은 폐색을 완화하기 위해 유치도뇨관을 삽입하거나, 녹내장 치료를 위해 눈의 액체를 제거하는 등의 치료 절차를 위해 마취가 필요할 수 있다.